# رانغون
رانغون هو فيلم درامي للجريمة الهندية بلغة التاميل الهندية لعام 2017 من تأليف وإخراج راجكومار بيرياسامي وإنتاج إيه آر موروجادوس. الفيلم من بطولة جولثام كارثيك وسانا ماكبول في الأدوار الرئيسية. كان المشروع الخامس المشترك بين المخرج إيه آر موروجادوس واستوديوهات فوكس ستار .تبين أن الفيلم هو أول فيلم ناجح لجولثام كارثيك.

## القصة
فينكات اسم شخصية الذي يقوم بدوها (جولثام كارثيك ) ينحدر من رانغون في ميانمار والتي تقع حاليًا في يانغون . يعيش في التاميل-بورما في حي يسمى أناي سيفاجامي ناجار المعروف أيضًا باسم بورما ناجار في اينور، تشيناي قبل ان يعود لوطنه . هاجرت عائلته بحثًا عن مصدر رزق من مسقط رأسه في ميانمار إلى حي تشيناي موطنه حيث هو من الاصل العرقي التاميل-بورما.
ينمو فينكات كشباب غير مسؤول وهو الآن متسرب من الكلية ويبحث عن وظيفة. من خلال صديق طفولته أتو كومار الملقب كوماران (لالو) ، حصل على عمل تحت إشراف سيا ( صديق ) رجل أعمال محترم في الحي وظيفته هي جذب المارة إلى متجر الذهب الصغير المستعمل. يكبر فينكات كمساعد جدير بالثقة لـ سيا وهو تاجر ذهب مستعمل في سوق الذهب بالجملة في تشيناي ، سووكاربت. في إحدى المرات أنقذ فينكات حياة سيا من محاولة قتل فيحصل على ترقية لعمله البطولي . تتم ترقية فينكات كمدير وحيد لمتجر استيراد وتصدير الذهب. المحل في النظرة الأولى فقط هو محل استيراد وتصدير ولكن توجد تحت بوابة خلفية لجناح تهريب الذهب في المدينة. في غضون ذلك يلتقي فينكات بمغنية النادي تدعى ناتاشا ( سانا ماكبول ) ويقع في حبها. تحدث ناتاشا فينكات عن مغزى عمله وتحاول إخراجه من التهريب والتجارة غير المشروعة.
قرر فينكات القيام بعمل أخير. هو مع أقرب أصدقائه في الحياة كوماران و تيبتوب الملقب ساسي ( دانيال آني بوب ) ، ينغمس في تهريب الذهب لتصفية ديون سيا بالأرباح المكتسبة. وبنفس الدافع يسافر مع أصدقائه إلى ميانمار في صفقة تهريب في طريق غير قانوني عبر طريق يعبر الحدود إلى سيا. يخطئ فينكات ذو المظهر الفخم وذكي الشارع بشكل فظيع حيث يختفي أمواله التي يكسبها في ظروف غامضة في يانغون ، ميانمار. هذا يجلب له وصمة عار بين التجار في سوق تشيناي. فينكات ، من أجل تصفية ديون أخرى ، ينغمس في الخطف والمطالبة بالفدية. في حادث مؤسف ، أطلق الأصدقاء الثلاثة النار بطريق الخطأ على الطفل المختطف. الأمور تنحرف علاوة على ذلك ، تكشف الحبكة اللغز وتظهر الحقيقة الصارخة لفينكات تعلمه من تجارب الطفولة الفريدة والصداقة والخيانة والسجن يجعله رجلاً مثقفًا.
بعد أربع سنوات ، أطلق سراح فينكات من السجن وبدأ متجر مجوهرات صغير خاص به باسم والده. الآن يواجه فينكات الحياة بأمل وإيمان ، كرجل مُصلح في منتصف العشرينات من عمره.

## إنتاج
تم الإعلان عن المشروع لأول مرة في شهر أغسطس عام 2014، مع إيه آر موروجادوس كاشفا أنه إنتاج فيلم بعنوان رانغون إخراج له عطلة:جندي لا يتوقف أبدا عن الواجب (Thuppakki) المدير المساعد الفيلم راجكومار ماريابان بيريا سامي، والذي سيضم غوثام كارثيك في دور البطولة. في البداية ، تردد أن أنيرود رافيشاندر هو الملحن الموسيقي للفيلم حيث كان يعمل مع إيه آر موروجادوس معًا في فيلم تجاري ضخم بعنوان كاثي (Kaththi) في ذلك الوقت. ولكن بعد ذلك كان الطاقم يتألف في الغالب من الوافدين الجدد. تم تأليف الأغاني بواسطة آر إتش فيكرام الذي ساعد في وقت سابق جي في براكاش كومار تم إصلاح أنيش ثارون كومار المصور السينمائي القادم للتحكم في الكاميرا. سجل فيشال شاندراسيخار النتيجة الخلفية للفيلم كما قام بأغنيتين في ألبوم الفيلم. ذهب الفيلم إلى الطوابق في عام 2015. تم تصوير فيلم الجريمة هذا في العديد من المواقع الحقيقية في تشيناي وميانمار . على الرغم من أن رانغون لديها بيئة أوسع مثل ميانمار ، والمواقع الحية للأجزاء الشمالية من مدينة تشيناي ، إلا أن الحدود بين الهند وميانمار تم الانتهاء من الإنتاج بميزانية منخفضة.

## الإصدار والاستقبال
صدر الفيلم بعد أن واجه بعض التأخير بسبب عروض أفلام جولثام كارثيك السابقة في السوق. صدر الفيلم في 9 يونيو 2017. تم فتحه لمراجعات إيجابية نظرًا لتصويره الواقعي ونفس الشيء كونه فيلم إثارة مفعم بالحيوية مع التقلبات والانعطافات مع تقدم الفيلم ، اتضح أنه أول نجاح لـ جولثام كارثيك. حاز الفيلم على تقدير كبير من قبل النقاد لبحوثه وسيناريته وعمله وكسبه وتوجيهه. تم الحصول على حقوق الأقمار الصناعية من قبل Star Vijay TV . تم عرضه لأول مرة على Star Vijay tv في يوم رأس السنة الجديدة لعام 2018. الحقوق الرقمية مع Hotstar . كتب بارادواج رانغان في أنوباما شوبرا "يعطينا راجكومار بيرياسامي مجرد صورة مرئية ربما لم يكن قد صنع الفيلم الأكثر
مثالية لكنه يتركنا مع فكرة أنه ربما يكون صانع أفلام حقيقي. " 

## الجوائز
فاز رانجون بجائزة أفضل قصة في حفل توزيع جوائز فيجاي العاشر
جائزة المخرج الرائع لأول مرة في جوائز أكاديمية MGR-Sivaji

## تسجيل صوتي
تتألف الموسيقى التصويرية من ست أغانٍ ؛ 4 مسارات ألحان الملحن آر إتش فيكرام و مساران ألحان فيشال شاندراسيخار .
| #  | عنوان                                   | المدة |
| -- | --------------------------------------- | ----- |
| 1. | "Yaathreega (The Journey Begins)"       | 4:08  |
| 2. | "Enai Marakirene (Natasha's Spirit)"    | 2:53  |
| 3. | "Nee Illaa Aagayam (The Love Spark)"    | 3:59  |
| 4. | "Ey Jajabor (The Trip of the Trio)"     | 2:38  |
| 5. | "Thottil Madiyil (Love's Lullaby)"      | 1:30  |
| 6. | "Foreign Returns (celebration in hood)" | 3:57  |

## روابط خارجية
- رانغون  في قاعدة بيانات الأفلام على الإنترنت (بالإنجليزية)